# Okuru (fleuve)

Le fleuve Okuru (en anglais : Okuru River) est un cours d’eau situé dans la région de la West Coast de l’Ile du Sud de la Nouvelle-Zélande.

## Geographie
Il s’écoule vers le nord-ouest sur 45 kilomètres de sa source dans les Alpes du Sud à l’ouest du col de  Haast se dirigeant vers la  Mer de Tasman à l’extrémité nord de la Baie de Jackson, à 12 kilomètres au sud de la ville de Haast.
La rivière partage son embouchure avec la rivière Turnbull. Le village d’Okuru est installé sur la rive de la rivière tout près de son embouchure.
L'île d''Open Bay' s’étend à cinq kilomètres en mer à l’opposé, au delà de l’embouchure.